# Francesco Vito
Francesco Vito (ur. 21 października 1902 w Pignataro Maggiore, zm. 6 kwietnia 1968 w Mediolan) – włoski ekonomista, prawnik, politolog, profesor, rektor Katolickiego Uniwersytetu Najświętszego Serca w Mediolanie.

## Życiorys
Vito przyszedł na świat w rodzinie właścicieli ziemskich Frederica i Rosiny De Vita. W 1925 ukończył studia prawnicze na uniwersytecie w Neapolu, rok później studia ekonomiczne, nauk politycznych i socjologicznych, zaś w 1928 filozoficzne. W latach 1929–1934 zdobywał dyplomy uniwersytetów w Monachium, Berlinie, Londynie, Nowym Jorku i w Chicago.
W 1935 otrzymał katedrę ekonomii politycznej na wydziale nauk politycznych Katolickiego Uniwersytetu Najświętszego Serca w Mediolanie. Po śmierci o. Agostino Gemelliego OFM w 1959, został wybrany rektorem. Urząd ten pełnił do 1965. Był odpowiedzialnym za doprowadzenie do końca prac związanych z powstaniem rzymskiego wydziału nauk medycznych i Polikliniki Gemelli.

## Prace naukowe
W latach między 1925 a 1968 prof. Vito wydał ponad pięćset prac w dziedzinie ekonomii. Samemu opublikował 35 książek. Publikował na łamach różnych periodyków naukowych we Włoszach i zagranicą (m.in. w „Rivista Internazionale di Scienze Sociali”, której był dyrektorem). Kilkanaście razy wznawiano jego podręczniki do nauk politycznych: „Introduzione”, „Il prezzo e la distribuzione” oraz „La moneta, il credito e i sistemi monetari attuali” (wł. „Wstęp”, „Wartość i dystrybucja”, „Moneta, kredyt i współczesne systemy monetarne”).
Swoją uwagę skupiał również na pojawiających się w czasie jego życia encyklikach papieskich, dotykających problemów społecznych. Blisko 35 prac poświęcił takim encyklikom jak: Mater et magistra, Rerum novarum, Pacem in terris, Populorum progressio i Ecclesiam suam papieży Jana XXIII i Pawła VI. Analizował też inne wystąpienia papieskie.
Był przewodniczącym stałego komitetu organizacyjnego Katolickich Tygodni Społecznych (wł. Settimana Sociale dei Cattolici d'Italia). Z ich okazji wydano około 20 wystąpień prof. Vito. Publikował również nieliczne teksty na łamach „Giornale del Levante” w Bari i „L’Osservatore Romano”.
Do najbardziej znanych we Włoszech prac prof. Vito należą:
- 1930 Sindacati industriali. Consorzi e gruppi
- 1945 La riforma sociale secondo la dottrina cattolica
- 1950 L'economia al servizio dell'uomo
- 1950 L'objet de l'économie politique
- 1956 I problemi dello sviluppo economico
- 1958 Le fluttuazioni cicliche
- 1958 Il Consiglio nazionale dell'economia e del lavoro e il suo significato politico economico
- 1959 Corso di economia politica
- 1970 Università e società (zbiór pism wydany pośmiertnie)